# Porte d'Orient (film)
Pour les articles homonymes, voir Porte d'Orient.
Pour plus de détails, voir Fiche technique et Distribution.
Porte d'Orient est un film français réalisé par Jacques Daroy, sorti en 1950.

## Fiche technique
- Titre : Porte d'Orient
- Réalisation : Jacques Daroy, assisté de Max Pécas
- Scénario : Jacques Rey, d'après le roman de René Roques[1]
- Dialogues : René Roques
- Photographie : Jean Lehérissey
- Montage : Jeanne Rongier
- Musique : Marceau Van Hoorebecke et Jean Yatove
- Décors : Raymond Tournon
- Costumes : M. Depres
- Son : Marcel Royné
- Producteur : Paul Ricard
- Société de production : Protis Films
- Langue : français
- Pays de production :  France
- Format : Couleur (Gevacolor) — 35 mm — 1.37:1 — Son : Mono
- Genre : Film policier
- Durée : 100 minutes
- Dates de sortie : 
  - France : 6 décembre 1950 (Paris) / 26 janvier 1951 (sortie nationale)
  - Belgique : 16 mars 1951
  - Allemagne de l'Ouest : 14 janvier 1954
- Visa d'exploitation : 10665

## Distribution
- Yves Vincent : Vaucourt
- Marcel Dalio : Zarapoulos
- Tilda Thamar : Mme. Valnis
- Nathalie Nattier : Arlette
- Antonin Berval : Capitaine Palmade
- René Blancard : Baptiste
- Jacqueline Huet : La comtesse
- Fernand Sardou : Gustave
- Henri Arius : Bonail
- Lucas Gridoux : Le malais
- Annie Hémery : La passagère
- René Sarvil : Thomas, un douanier
- Agnès Laury
- Alfred Goulin
- Fabienne Clery
- Max André
- Louis Viret
- Edmond Guiraud
- Lucie Debret